# Tchórzno
Tchórzno – wieś w Polsce położona w województwie zachodniopomorskim, w powiecie gryfińskim, w gminie Trzcińsko-Zdrój.
Według danych z 1 stycznia 2011 roku wieś liczyła 54 mieszkańców. 
W latach 1975–1998 miejscowość administracyjnie należała do województwa szczecińskiego.